# Nationalratswahl in Österreich 1979
- SPÖ: 95
- FPÖ: 11
- ÖVP: 77

- Regierung: 95
- Opposition: 88

Die Nationalratswahl am 6. Mai 1979 war die 15. in der Geschichte der Republik Österreich. Stärkste Partei wurde mit 51 % die SPÖ unter Bundeskanzler Bruno Kreisky, die ihre absolute Mehrheit halten und Stimmen sowie Mandate hinzugewinnen konnte, was bis heute den höchsten Stimmenanteil einer Partei bei einer Nationalratswahl bedeutet. Mit Stimmen- und Mandatsverlusten wurde die ÖVP unter Josef Taus zweitstärkste Partei. Die FPÖ, die mit Alexander Götz als Spitzenkandidaten antrat, konnte im Vergleich zur letzten Wahl leichte Stimmengewinne erzielen.
Wahlberechtigt waren 5.186.735 Menschen. Die Wahlbeteiligung betrug 92,24 Prozent (1975: 92,90 Prozent).

## Hintergrund

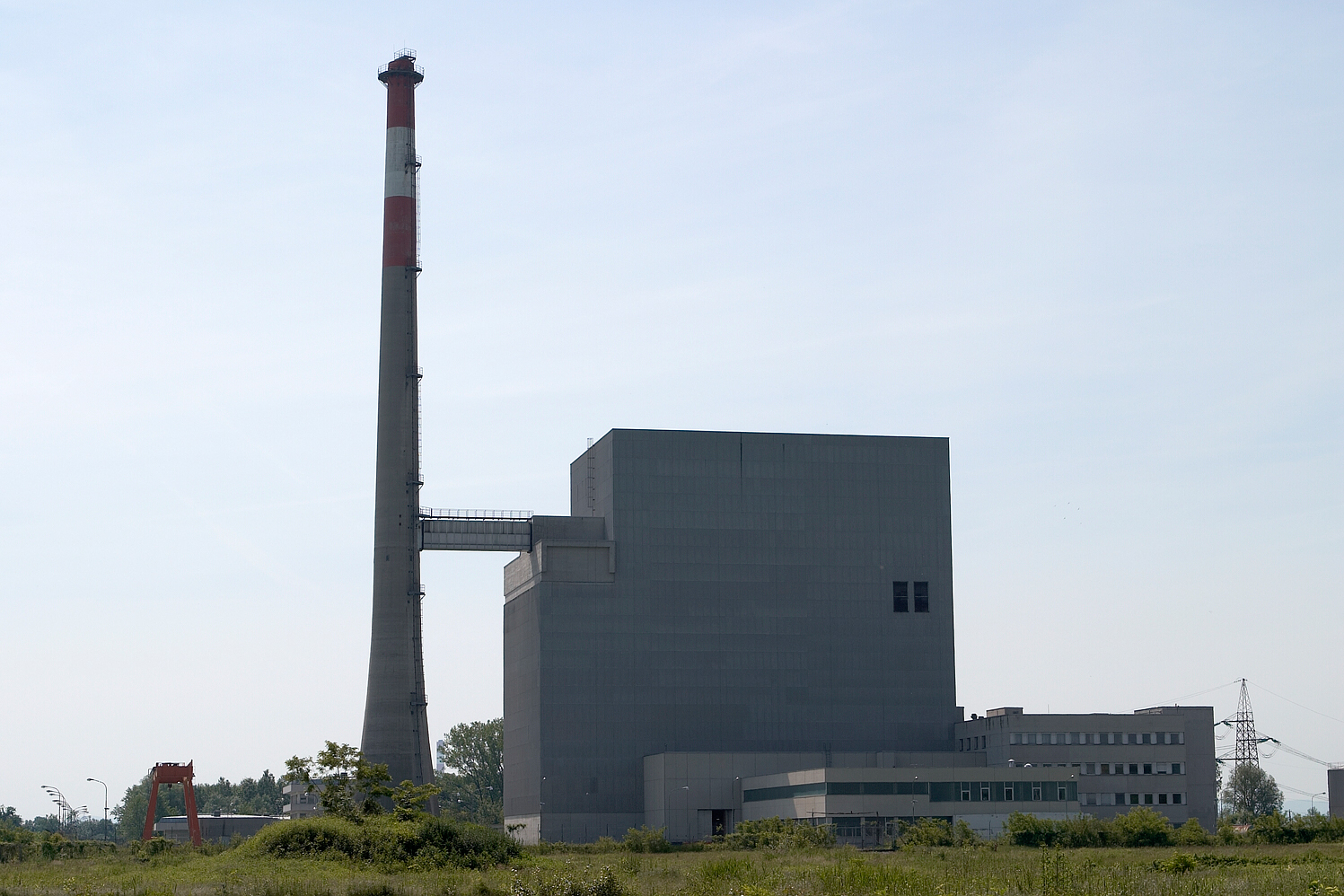
Investitionsruine AKW Zwentendorf

Die dritte Regierungsperiode Bruno Kreiskys wurde durch die Debatte um das Kernkraftwerk Zwentendorf in Zwentendorf an der Donau (Niederösterreich) überschattet, die viel zum Entstehen der Ökologiebewegung in Österreich beitrug. Nach der Errichtung des Kernkraftwerks lehnte die Bevölkerung am 5. November 1978 in einer Volksabstimmung mit einer hauchdünnen Mehrheit von 50,47 % dessen Inbetriebnahme ab.
Die Volksabstimmung führte zu heftigen Diskussionen. Auch die ÖVP, von der die Planung für ein Kernkraftwerk in Österreich ursprünglich ausging, sprach sich vor der Abstimmung gegen die Inbetriebnahme des KKW Zwentendorf aus. Ausschlaggebend dafür dürfte die starke Beteiligung der traditionell ÖVP-nahen niederösterreichischen Landbevölkerung an der Protestbewegung gegen das Kraftwerk gewesen sein.
Im Vorfeld der Abstimmung kündigte Bundeskanzler Bruno Kreisky an, im Falle eines Votums gegen die Inbetriebnahme zurücktreten zu wollen. Trotz des für Kreisky negativen Ausgangs, wurde er von führenden SPÖ Politikern, allen voran Hertha Firnberg, überredet im Amt zu bleiben. Er kandidierte auch bei der Nationalratswahl 1979 als Spitzenkandidat der SPÖ und konnte sogar das Ergebnis der Wahl 1975 steigern. Dies war bis dato das beste bundesweite Ergebnis der SPÖ.

## Endergebnis
| Wahlwerber                              | Stimmen   | Anteil  | Anteil  | Mandate | Mandate |
| Wahlwerber                              | Stimmen   | 1979    | ±       | 1979    | ±       |
| --------------------------------------- | --------- | ------- | ------- | ------- | ------- |
| Sozialistische Partei Österreichs (SPÖ) | 2.413.226 | 51,03 % | +0,61 % | 95      | +2      |
| Österreichische Volkspartei (ÖVP)       | 1.981.739 | 41,90 % | −1,05 % | 77      | −3      |
| Freiheitliche Partei Österreichs (FPÖ)  | 286.743   | 6,06 %  | +0,65 % | 11      | +1      |
| Kommunistische Partei Österreichs (KPÖ) | 45.280    | 0,96 %  | −0,23 % | 0       | ±0      |
| Christlich Soziale Arbeitsgemeinschaft  | 2.263     | 0,05 %  | n.k.    | 0       | –       |

n.k. = nicht kandidiert

## Ergebnisse in den Bundesländern
Hier werden die Ergebnisse in den Bundesländern aufgelistet.
| Partei | B     | K      | N     | O     | S     | St    | T     | V     | W     |
| ------ | ----- | ------ | ----- | ----- | ----- | ----- | ----- | ----- | ----- |
| SPÖ    | 52,95 | 56,23  | 48,41 | 50,25 | 44,93 | 51,37 | 37,67 | 33,42 | 60,60 |
| ÖVP    | 43,93 | 32,65  | 47,28 | 41,81 | 43,04 | 41,37 | 55,42 | 54,95 | 33,17 |
| FPÖ    | 02,74 | 010,02 | 03,56 | 07,21 | 11,41 | 06,15 | 05,69 | 10,71 | 04,74 |
| KPÖ    | 00,38 | 01,10  | 00,75 | 00,73 | 00,62 | 01,11 | 00,55 | 00,92 | 01,49 |
| CSA    | –     | –      | –     | –     | –     | –     | 00,67 | –     | –     |

## Folgen
Die SPÖ konnte ihre absolute Mehrheit bei diesen Wahlen ausbauen und stellte mit Bruno Kreisky für weitere vier Jahre den Bundeskanzler. Die Bundesregierung Kreisky IV nahm am 5. Juni 1979 ihre Arbeit auf. Infolge des Wahlausganges trat ÖVP-Obmann Josef Taus zurück. Alois Mock wurde sein Nachfolger.